# Michael Wildt
Michael Wildt, född 13 april 1954 i Essen, är en tysk historiker. Han disputerade 1991 och habiliterade sig 2001 med Generation des Unbedingten. Das Führungskorps des Reichssicherheitshauptamtes, en studie om ledarkåren inom Reichssicherheitshauptamt, Nazitysklands säkerhetsministerium.